# Pedrovo
Pedrovo – wieś w Słowenii, w gminie miejskiej Nova Gorica. W 2018 roku liczyła 18 mieszkańców. 